# Cruz Verde, Chiconquiaco
Cruz Verde är en ort i Mexiko.   Den ligger i kommunen Chiconquiaco och delstaten Veracruz, i den sydöstra delen av landet, 250 km öster om huvudstaden Mexico City. Cruz Verde ligger 1 098 meter över havet och antalet invånare är 142.
Terrängen runt Cruz Verde är bergig åt sydväst, men åt nordost är den kuperad. Runt Cruz Verde är det ganska tätbefolkat, med 75 invånare per kvadratkilometer. Närmaste större samhälle är Misantla, 17,8 km nordväst om Cruz Verde. I omgivningarna runt Cruz Verde växer i huvudsak städsegrön lövskog.